# Wilfried Brookhuis
Wilfried Brookhuis (Oldenzaal, 16 oktober 1961) is een Nederlands voormalig voetballer de als doelman uitkwam voor De Graafschap en N.E.C.. Nadien werd hij keeperstrainer.

## Carrière
Brookhuis begon zijn loopbaan als doelman bij de amateurs van Quick '20. Hier speelde hij vanaf de jongste jeugd tot aan het eerste elftal van Quick'20 in de Hoofdklass. Hij maakte zijn debuut in in het betaalde voetbal in 1983 als speler van het in de eerste divisie spelende De Graafschap. Na twee seizoenen in Doetinchem ging hij naar Nijmegen om de clubkleuren van N.E.C. te verdedigen. In het seizoen 1985-1986 werd Brookhuis de hoogst genoteerde doelman in de eredivisie in het VI puntenklassement. In het jaar 1986 werd Brookhuis genomineerd tot speler van de eerste divisie. Brookhuis stond in de periode 1985-1999 338 competitiewedstrijden tussen de palen bij N.E.C. Gedurende zijn gehele carrière heeft hij meer dan 500 officiële wedstrijden gespeeld in het betaalde voetbal.
Tijdens de openingswedstrijd van het gerenoveerde Goffertstadion op 25 januari 2000 kreeg Brookhuis gelijktijdig met Cees Lok een afscheidswedstrijd. Gedurende een groot deel van zijn spelersloopbaan was Brookhuis ook werkzaam als gymleraar, onder andere op het Stedelijk Gymnasium Nijmegen en de Technische School Jonkerbosch.

## Verdere loopbaan
In december 2004 werd Brookhuis op advies van Lok naast zijn functie als keeperstrainer ook assistent-trainer van het eerste elftal. Sinds 2006 was hij hoofd opleidingen bij N.E.C. (sinds juli 2010 van de N.E.C/FC Oss voetbalacademie).
Vanaf 27 oktober 2009 is Brookhuis samen met Wim Rip verantwoordelijk voor het eerste elftal van N.E.C. nadat Dwight Lodeweges opstapte. Assistent-trainer Ron de Groot werd kort daarvoor getroffen door een hartaanval en kon Lodeweges daarom niet vervangen. Toen Wiljan Vloet in november 2009 de nieuwe coach van N.E.C. werd, was Brookhuis nog kort assistent-trainer en vanaf januari 2010 performance manager. Zijn functie als keeperstrainer behield hij; als hoofd opleidingen werd hij opgevolgd door Teun Jacobs.
Op 19 augustus 2013 werd trainer Alex Pastoor door het bestuur van N.E.C. ontslagen. Op dat moment waren drie competitiewedstrijden in het seizoen 2013/14 gespeeld, die allen verloren werden. In de laatste tien wedstrijden van het vorige seizoen werd maar één punt behaald. Samen met de assistent van Pastoor, Ron de Groot, werd Brookhuis aangesteld als interim-trainer.
In maart 2018 werd Brookhuis getroffen door een lichte hersenbloeding. Zijn taken werden overgenomen door Gábor Babos. Brookhuis pakte in het seizoen 2018/19 langzaam zijn taken weer op bij de club.